# Fotbalové mistrovství Severovýchodního Německa
Fotbalové mistrovství Severovýchodního Německa (německy: Südostdeutsche Fußballmeisterschaft) byla nejvyšší fotbalová soutěž pořádající se na území Pruského Slezska a Poznaňska. Soutěž pořádala asociace Südostdeutscher Fußball-Verband (SOFV).

## Přehled
Německý fotbal byl od počátků organizován do jednotlivých regionálních svazů, které měli své vlastní soutěže. Ty existovaly ještě před vznikem prvního německého celostátního mistrovství v roce 1903. Právě vítězové (později i vicemistři) různých regionálních soutěží postupovaly do celostátní soutěže, která trvala necelý měsíc, v níž se pak kluby utkaly vyřazovacím způsobem. Zde je seznam regionálních soutěží až do jejich zrušení nacistickou stranou v roce 1933:
- Baltské fotbalové mistrovství – založené v roce 1908
- Braniborské fotbalové mistrovství – založené v roce 1898
- Jihoněmecké fotbalové mistrovství – založené v roce 1898
- Severoněmecké fotbalové mistrovství – založené v roce 1906
- Fotbalové mistrovství Severovýchodního Německa – založené v roce 1906
- Středoněmecké fotbalové mistrovství – založené v roce 1902
- Západoněmecké fotbalové mistrovství – založené v roce 1903

## Nejlepší kluby v historii - podle počtu titulů
| Vítězové nejvyšší ligové soutěže  |        |                                   |
| Klub                              | Tituly | Vítězné ročníky                   |
| Vereinigte Breslauer Sportfreunde | 6      | 1920, 1921,1922, 1923, 1924, 1927 |
| Beuthener SuSV 09                 | 4      | 1930, 1931, 1932, 1933            |
| FC Askania Forst                  | 3      | 1911, 1913, 1914                  |
| VfR 1897 Breslau                  | 2      | 1908, 1910                        |
| Breslauer SC 08                   | 2      | 1926, 1928                        |
| SC Schlesien Breslau              | 1      | 1907                              |
| SC Alemannia Cottbus              | 1      | 1909                              |
| ATV Liegnitz                      | 1      | 1912                              |
| FC Viktoria Forst                 | 1      | 1925                              |
| SC Preußen Hindenburg             | 1      | 1929                              |

## Vítězové jednotlivých ročníků
| Südostdeutsche Fußballmeisterschaft (1906 – 1933)                                                   |                                       |                                 |                      |
| Ročník                                                                                              | Mistr Severovýchodního Německa        | Umístění v německém mistrovství | Německý mistr        |
| 1906 – 1907                                                                                         | SC Schlesien 01 Breslau (1)           | Čtvrtfinále                     | Freiburger FC        |
| 1907 – 1908                                                                                         | VfR 1897 Breslau (1)                  | Čtvrtfinále                     | Berliner FC Viktoria |
| 1908 – 1909                                                                                         | SC Alemannia 1896 Cottbus (1)         | Čtvrtfinále                     | Karlsruher FC Phönix |
| 1909 – 1910                                                                                         | VfR 1897 Breslau (2)                  | Čtvrtfinále                     | Karlsruher FV        |
| 1910 – 1911                                                                                         | FC Askania Forst (1)                  | Čtvrtfinále                     | Berliner FC Viktoria |
| 1911 – 1912                                                                                         | ATV 1896 Liegnitz (1)                 | Čtvrtfinále                     | Holstein Kiel        |
| 1912 – 1913                                                                                         | FC Askania Forst (2)                  | Čtvrtfinále                     | VfB Leipzig          |
| 1913 – 1914                                                                                         | FC Askania Forst (3)                  | Čtvrtfinále                     | SpVgg Fürth          |
| • V letech 1914 až 1918 se mistrovství Severovýchodního Německa nekonalo kvůli první světové válce. |                                       |                                 |                      |
| 1919 – 1920                                                                                         | Vereinigte Breslauer Sportfreunde (1) | Semifinále                      | 1. FC Norimberk      |
| 1920 – 1921                                                                                         | Vereinigte Breslauer Sportfreunde (2) | Čtvrtfinále                     | 1. FC Norimberk      |
| 1921 – 1922                                                                                         | Vereinigte Breslauer Sportfreunde (3) | Čtvrtfinále                     | žádný                |
| 1922 – 1923                                                                                         | Vereinigte Breslauer Sportfreunde (4) | Čtvrtfinále                     | Hamburger SV         |
| 1923 – 1924                                                                                         | Vereinigte Breslauer Sportfreunde (5) | Čtvrtfinále                     | 1. FC Norimberk      |
| 1924 – 1925                                                                                         | FC Viktoria Forst (2)                 | Osmifinále                      | 1. FC Norimberk      |
| 1925 – 1926                                                                                         | Breslauer SC 08 (1)                   | Čtvrtfinále                     | SpVgg Fürth          |
| 1926 – 1927                                                                                         | Vereinigte Breslauer Sportfreunde (6) | Osmifinále                      | 1. FC Norimberk      |
| 1927 – 1928                                                                                         | Breslauer SC 08 (2)                   | Osmifinále                      | Hamburger SV         |
| 1928 – 1929                                                                                         | SC Preußen Hindenburg (1)             | Osmifinále                      | SpVgg Fürth          |
| 1929 – 1930                                                                                         | Beuthener SuSV 09 (1)                 | Osmifinále                      | Hertha BSC           |
| 1930 – 1931                                                                                         | Beuthener SuSV 09 (2)                 | Osmifinále                      | Hertha BSC           |
| 1931 – 1932                                                                                         | Beuthener SuSV 09 (3)                 | Osmifinále                      | FC Bayern Mnichov    |
| 1932 – 1933                                                                                         | Beuthener SuSV 09 (4)                 | Čtvrtfinále                     | Fortuna Düsseldorf   |